# Killer Instinct (jogo eletrônico de 2013)
Killer Instinct é um jogo eletrônico do gênero luta, o terceiro da série Killer Instinct, desenvolvido por Double Helix Games, Iron Galaxy Studios, Rare e Microsoft Studios para Xbox One em 2013. O jogo é um reboot da série, embora alguns elementos de Killer Instinct e Killer Instinct 2 tenham sido mantidos. Uma segunda temporada foi lançada em 2014, e a terceira, juntamente com uma versão para Windows 10, em 2016.

## Personagens

### Primeira temporada
- Jago – Killer Instinct (1994): Sofrendo uma crise de fé seguida pela descoberta de que o Tiger Spirit, seu espírito-guia, era mesmo Gargos, Jago agora procura purificar-se de qualquer resquício de Gargos em seu interior.
- Sabrewulf – Killer Instinct (1994): Ainda tentando recuperar sua forma humana, Sabrewulf foi quase que completamente submetido ao seu lado selvagem e removeu seus implantes cibernéticos, restaurando seus braços através do uso de artes das trevas e desenvolvendo um vício nos medicamentos e artefatos antigos utilizados no processo.
- Glacius – Killer Instinct (1994): Glacius voltou à Terra para recuperar sua tecnologia alienígena antes que ela possa cair em mãos erradas, enquanto busca pelo ladrão que roubou o núcleo de energia de sua nave espacial após a aterrissagem.
- Thunder – Killer Instinct (1994): Tendo descoberto que seu irmão Eagle foi morto no primeiro torneio Killer Instinct, mas sem saber como ou por quê, Thunder procura localizar os restos mortais de Eagle e finalmente encerrar o assunto.
- Sadira – Killer Instinct (2013): Sadira e seus assassinos foram enviados por ARIA para caçar e matar os competidores anteriores do torneio Killer Instinct. ARIA também ordena a ela para roubar o núcleo de energia de sua nave espacial de Glacius e usá-lo para abrir uma fenda dimensional.
- Orchid – Killer Instinct (1994): Tendo sido dispensada por sua agência, Orchid migra para o Leste Europeu para estabelecer um grupo rebelde e dedica-se à tentativa de expor e destruir a UltraTech.
- Spinal – Killer Instinct (1994): Ressuscitado por um artefato conhecido como Mask of the Ancients, Spinal busca encontrar a máscara e então remover a maldição que causa sua imortalidade e finalmente permitir que seus restos mortais descansem em paz.
- Fulgore – Killer Instinct (1994): Um novo protótipo de Fulgore é construído para proteger a UltraTech de seus inimigos, mas ele começa a desenvolver auto-consciência devido à memória residual do humano utilizado em sua construção.
- Shadow Jago – Killer Instinct (2013): Uma sinistra versão de Jago sob a possessão de Omen, que mais tarde manifesta-se como ente próprio e atua como um capanga de Gargos.

### Segunda temporada
- T.J. Combo – Killer Instinct (1994): Tendo perdido seus implantes cibernéticos e sido desprezado pelo público após a revelação de seu artifício, T.J. Combo procura vingança contra a UltraTech e obter a redenção.
- Maya – Killer Instinct 2 (1996): Após a UltraTech atacar sua cidade escondida, exterminando seu clã e libertando Kan-Ra, Maya, o último membro remanescente do Night Guard (antiga e secreta ordem de caçadores de monstros formada na América do Sul), parte para destruí-la de uma vez por todas.
- Kan-Ra – Killer Instinct (2013): Libertado do aprisionamento durante o ataque à cidade dos Night Guard, Kan-Ra agora busca recuperar seu poder e controlar o mundo.
- Riptor – Killer Instinct (1994): Uma nova linhagem de Stalkers, assassinos reptilianos aperfeiçoados com uso da cibernética e liderados por Riptor, foi desenvolvida pela UltraTech para operar em condições não adequadas à linhagem de Fulgore.
- Omen – Killer Instinct (2013): Agora capaz de se manifestar no plano mortal graças ao tempo gasto no corpo de Jago, Omen busca anunciar o retorno de seu mestre Gagos, destruindo todos os que se opuserem a ele.
- Aganos – Killer Instinct (2013): Recebendo a tarefa de encontrar e matar Kan-Ra há milhares de anos, Aganos continua a persegui-lo, esperando o dia de completar o último pedido de seu mestre.
- Hisako – Killer Instinct (2013): Quando a UltraTech perturbou o seu túmulo, o espírito de Hisako despertou em busca de vingança contra aqueles que perturbaram seu descanso.
- Cinder – Killer Instinct (1994): Após ser pego tentando roubar os segredos da UltraTech, Ben Ferris foi forçado a servir ARIA, sendo transformado no híbrido alienígena Cinder.
- ARIA – Killer Instinct (2013): Julgando que a humanidade tornou-se fraca e vulnerável, ARIA decide forçar a evolução humana mediante um  um impiedoso teste de adaptabilidade.

### Terceira temporada
- Rash – Killer Instinct (2013): Personagem convidado da franquia Battletoads.[4] Um sapo antropormófico que pode transformar seu corpo em armas.
- Kim Wu[5] – Killer Instinct 2 (1996): Escolhida pelo espírito dragão de sua família, Kim Wu treina com seu nunchaku para se preparar para a invasão de Gargos.
- Arbiter – Killer Instinct (2013): Personagem convidado da franquia Halo.[6] Um orgulhoso guerreiro da raça Sangheili, também conhecida como Elite.[7]
- Tusk[8] – Killer Instinct 2 (1996): Garantindo imortalidade milênios atrás, Tusk é designado pelos deuses a deter Gargos.
- Mira – Killer Instinct (2013):  irmã gêmea de Maya[9] e transformada em um vampiro, Mira é enviada para recuperar um artefato que auxiliará o retorno de Gargos.
- Gargos[10] – Killer Instinct 2 (1996): Preso em uma dimensão qualquer por milênios, Gargos finalmente retorna à Terra com auxílio de ARIA.
- General RAAM – Killer Instinct (2013): Personagem convidado da franquia Gears of War.[11] Um líder militar da horda Locust.
- Eyedol – Killer Instinct (1994): Outrora o único desafio para Gargos, Eyedol foi ressuscitado por Kan-Ra, mas mostra-se muito poderoso para ser controlado.[12]

### Temporada 3.5
- Kilgore – Killer Instinct (2013): Um protótipo abandonado pela UltraTech, em preferência à linhagem de Fulgore.[13] Portando metralhadoras ao invés de braços,[14] Kilgore foi reativado para ajudar na luta contra Gargos.
- Shin Hisako – Killer Instinct (2013): Versão alternativa de Hisako. Portando a katana que contém o espírito guardião de seu pai,[15] Shin Hisako nada mais é que o corpo de Hisako que rompeu sua ligação com seu túmulo e retornou ao mundo dos vivos, afim de protege-lo dos ataques maléficos dos Shadow Lords.[16]
- Eagle - Killer Instinct (2013)ː Irmão de Thunder, desaparecido antes dos eventos de Killer Instinct 1. Eagle havia sido cobaia da UltraTech, em tentativa de dar sentimentos e emoções ao Fulgore. Eagle é um arqueiro indígena e luta com sua Águia robótica, que também coleta suas flechas e ataca o oponente, Tem uma marca do lado direito do rosto e braço, que remetem a sua participação nas pesquisas da UltraTech.

## Ligações Externas
- Sítio oficial
- O Guia completo do Killer Instinct
- Killer Instinct. no IMDb.